# Осаволюк Леонід Васильович
Леонід Васильович Осаволюк (14 березня 1952, Вінницька область) — український дипломат. Тимчасовий повірений у справах України в Російській Федерації (2005–2006). Посол з особливих доручень Міністерства закордонних справ України.

## Біографія
Народився 14 березня 1952 року в селі Великий Митник Хмельницького району на Вінниччині.
У 1993 — старший офіцер Державного комітету у справах охорони державного кордону України.
У 1995 — член делегації Спільної українсько-молдовської комісії з проведення делімітації державного кордону між Україною і Республікою Молдова.
У 1997 — начальник відділу Держкомкордону України.
У 2004 — посол з особливих доручень МЗС України.
З 12.2005 — 03.2006 — тимчасовий повірений у справах України в Російській Федерації. Радник-посланник Посольства України в Російській Федерації. Глава делегації України на переговорах із Російською Федерацією щодо демаркації державного кордону між Україною і Російською Федерацією.
З 2006 року Директор Першого територіального департаменту МЗС України.
У 2010 — Посол з особливих доручень Міністерства закордонних справ України, глава делегації України у Спільній українсько-російській демаркаційній комісії, з питань демаркації державного кордону.
З 28 квітня 2011 року Представник України з питань договірно-правового оформлення державного кордону України.
Нині працює референтом з міжнародних питань ректора Державного податкового університету в Ірпені.